# Parc national de la Nouvelle-Angleterre
Le parc national de la Nouvelle-Angleterre  (en anglais : New England National Park) est un parc situé en Nouvelle-Galles du Sud en Australie à 560 km au nord de Sydney et à 65 km à l'ouest de Dorrigo dans la région des Northern Tablelands en Nouvelle-Angleterre au Nord-Est de la Nouvelle-Galles du Sud. Le parc fait partie du site du patrimoine mondial des forêts humides Gondwana de l’Australie.

## Faune et flore

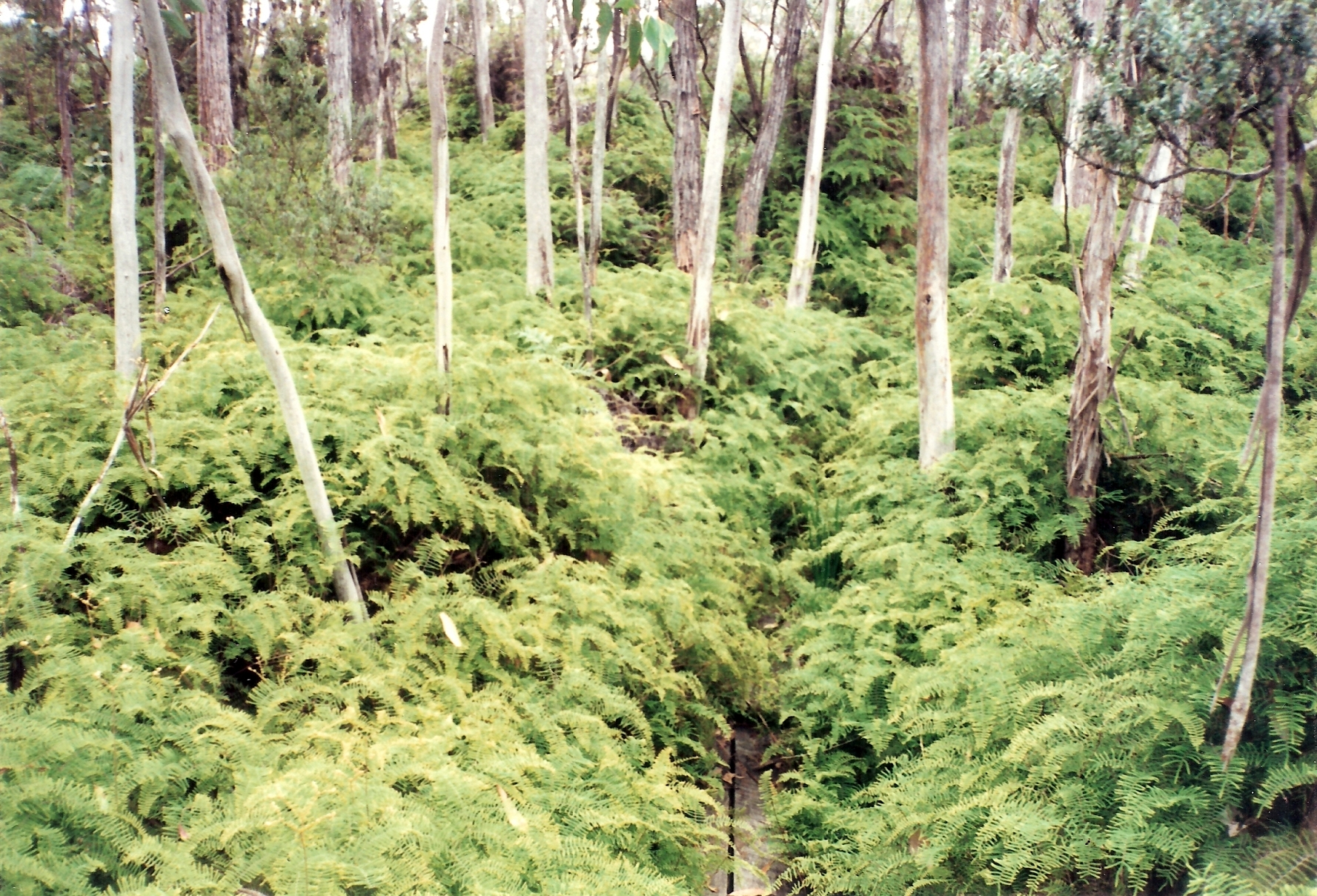
Chemin de randonnée du parc national de la Nouvelle-Angleterre.

Le parc est réputé pour sa grande variété d'espèces végétales et animales. La végétation variée du parc comprend des forêts pluviales subtropicales, tempérées chaudes et fraîches aux altitudes les plus élevées. Il existe également des zones de forêt sclérophylle, des sous-bois alpins, des landes et des marais. On trouve des landes à Wrights Lookout et dans d'autres endroits parsemés. On estime le nombre d'espèces différentes de plantes dans le parc aux environs de 500 et il y a au moins 100 espèces d'oiseaux qui ont été répertoriées. On trouve ainsi les gommiers des neiges (Eucalyptus pauciflora), Nothofagus moorei, des fougères arborescentes et des cèdres rouges d'Australie (Toona ciliata).
Les plus grandes espèces d'oiseaux du parc comprennent l'aigle australien, le cacatoès, le psophode à tête noire et l'oiseau-lyre. On y trouve aussi l'effraie ombrée, l'atrichorne roux, le dasyorne brun, la perruche de Pennant, la perruche royale, le monarque à ailes noires et le méliphage.
Les dingos, les koalas, les chats marsupiaux à queue tachetée, les minioptères de Schreibers, les Antechinus stuartii, les rats de brousse et les péramélémorphes sont certaines des autres espèces remarquables du parc.